# 上場中止した企業一覧
上場中止した企業一覧（じょうじょうちゅうししたきぎょういちらん）は、証券取引所に上場申請を行なった後、上場を中止・延期とした企業の一覧である。

## 2001年
- モリモト（8899）- 上場申請の取り消し。2008年に上場するも、9ヶ月で経営破綻。
- 日通商事（2716）- 東証2部の上場中止。

## 2003年
- 東京コムウェル（8736） - JASDAQ上場申請の取り消し。
- はなまる（2787） - マザーズ上場申請の取り消し。

## 2004年
- ファーマライズ（2796） - マザーズ上場申請の取り消し。2月25日に上場予定だったが、2月24日に中止[1]。2007年2月21日にJASDAQに上場。

## 2005年
- IIJ（3774） - マザーズ上場申請の取り消し。6月23日上場予定だったが、6月20日に中止[2]。12月2日に上場。
- エルシーピー投資法人（8980） - 東証上場申請の取り消し。12月21日上場予定だったが、12月5日に中止。2006年5月23日に上場するが、東京グロースリート投資法人に合併。
- リビングコーポレーション（8998） - マザーズ上場申請の取り消し。12月14日上場予定だったが、12月5日に中止[3]。翌年6月に上場。

## 2006年
- ラストリゾート（2470） - マザーズ上場申請の取り消し。2月7日上場予定だったが1月19日に中止[4]。
- ジェイズ・コミュニケーション（3029） - ヘラクレス上場申請の取り消し。3月27日上場予定だったが、3月20日に中止。
- エイチアイテクノロジー（3806） - ヘラクレス上場申請の取り消し。5月29日上場予定だったが、5月24日に中止。
- エコロジー・リート投資法人（8988） - 東証上場申請の取り消し。7月7日上場予定だったが、6月20日に中止[5]。
- 日本ビルド（8989） - ジャスダック上場申請の取り消し。7月7日上場予定だったが、7月4日に中止[6]。
- ゲームオン（3812） - 顧客情報流出により、マザーズ上場申請の取り消し。8月9日上場予定だったが7月31日に中止[7]12月8日に上場。

## 2007年
- アクロス（3072） - セントレックス上場申請の取り消し。3月5日上場予定だったが2月22日に中止[8]。
- ナインユー・インターナショナル・リミテッド（zh:久游网）（3855） - ヘラクレス上場申請の取り消し。7月12日上場予定だったが7月6日に中止[9]。
- インターメスティック（3084） - ヘラクレス上場申請の取り消し。 8月31日上場予定だったが8月28日株式売出を中止。10月26日上場承認を取消[10]。2024年10月18日に東証プライムに上場（262A）。
- ジェイリート投資法人（3253） - 東証上場申請の取り消し。12月19日上場予定だったが12月3日に中止[11]。
- エイブルリート投資法人（3255） - 東証上場申請の取り消し。12月26日上場予定だったが12月11日に中止[11]。

## 2008年
- MID都市開発（3256） - 東証2部上場申請の取り消し。2月14日上場予定だったが1月24日に中止[12]。後に売却→関電不動産との合併に変更、現在の関電不動産開発となる。
- 常和ホールディングス（現・ユニゾホールディングス） （3258） - 東証2部上場申請の取り消し。3月17日上場予定だったが、3月6日に中止[13]。翌年6月に上場。
- プリヴェ企業投資ホールディングス（6720）、イー・レヴォリューション（4233） - プリヴェファンドグループのテクニカル上場を3月27日に取下げ[14]。
- 大和ハウスリート投資法人（3263） -  東証上場申請の取り消し。6月19日上場予定だったが、6月10日に中止[15]。2012年11月に上場。

## 2011年
- AvanStrate (5220） - マザーズ上場申請の取り消し。4月12日上場予定だったが、3月25日に中止[16]。
- ラクオリア創薬 (4579） - ジャスダック上場申請の取り消し。3月25日に上場予定だったが、3月15日に中止[17]。7月20日に上場。
- SEMITEC (6626） - ジャスダック上場申請の取り消し。4月13日に上場予定だったが、3月23日に中止[18]。6月29日に上場。
- キューアンドエー (6056） - ジャスダック上場申請の取り消し。12月19日上場予定だったが、相場低迷のため公募増資および株式売り出しを11月28日に中止[19]。
- 日興アセットマネジメント (7156） - 東証上場申請の取り消し。12月15日上場予定だったが、株式市場の動向を勘案し株式売り出しを12月2日に中止[20]。

## 2012年
- リフォームスタジオ (6057) - ジャスダック上場申請の取り消し。2月8日上場予定だったが、相場低迷により株式売り出しなどで当初想定していた調達額が見込めないと判断し株式売出を1月20日に中止[21]。
- AvanStrate (5220）- マザーズ上場申請の取り消し。4月24日に上場予定だったが、4月16日に中止[22]。
- ツバキ・ナカシマ (6464) - 東証上場申請の取り消し。10月11日に上場予定だったが、9月24日に中止[23]。2015年12月16日に上場。

## 2014年
- ジャパンケーブルキャスト (9415) - マザーズ上場申請の取り消し。6月26日上場予定だったが、6月10日に中止[24]。

## 2015年
- リッチメディア (6170) - マザーズ上場申請の取り消し。8月10日上場予定だったが、8月6日に中止[25]。
- ネットマーケティング (6175) - マザーズ上場申請の取り消し。9月16日上場予定だったが、8月27日に中止[26]。2017年3月31日に上場。
- グラフィコ (4930) - マザーズ上場申請の取り消し。12月25日上場予定だったが、12月16日に中止[27]。2020年9月24日にJASDAQスタンダード上場。

## 2016年
- オークネット (3964) - 東証上場申請の取り消し。9月30日上場予定だったが9月9日に中止[28]。2017年3月29日に上場。
- LS-LINKS（6536） - TOKYO PRO Market上場申請の取り消し。11月10日上場予定だったが10月24日に中止[29]。
- ZMP (7316) - マザーズへの12月19日上場予定だったが、12月8日に中止[30]。

## 2017年
- エスキュービズム（3982） - マザーズ上場承認の取り消し。3月22日上場予定だったが、3月10日に中止[31]。
- アトリエはるか（6559） - セントレックス上場承認の取り消し。12月7日上場予定だったが、12月5日に中止[32] 。

## 2018年
- 世紀（6234） - マザーズ上場承認の取り消し。2月8日上場予定だったが、1月22日に中止[33]。
- パデコ（7032） - JASDAQスタンダード上場承認の取り消し。6月28日上場予定だったが、6月8日に中止[34]。
- インバウンドテック（7031） - マザーズ上場承認の取り消し。6月27日上場予定だったが、6月22日に中止[35]。2020年12月18日に上場。
- テノ. ホールディングス (7037) - マザーズおよびQ-Boardへの上場承認の取り消し。9月20日上場予定だったが、9月18日に中止[36][37]。12月21日に上場。
- レオス・キャピタルワークス（7330） - マザーズ上場承認の取り消し。12月25日上場予定だったが、12月20日に中止[38]。2023年4月25日に東証グロースに上場。

## 2019年
- ウイングアーク1st（4432） - 東証上場承認の取り消し。3月13日上場予定だったが、3月4日に中止[39]。
- ファンペップ（4881） - マザーズ上場承認の取り消し。12月20日上場予定だったが、12月2日に中止[40]。2020年12月25日に上場。

## 2020年
- ウイングアーク1st（4432） - 東証上場承認の取り消し。3月26日上場予定だったが、3月10日に中止[41]。2021年3月16日に東証1部上場。
- ペルセウスプロテオミクス（4882） - マザーズ上場承認の取り消し。3月24日上場予定だったが、3月12日に中止[42]。2021年6月22日に上場。
- Fast Fitness Japan（7092） - マザーズ上場承認の取り消し。3月18日上場予定だったが、3月13日に中止[43]。12月16日に上場。
- バリオセキュア（4494） - 東証2部上場承認の取り消し。3月30日上場予定だったが、3月18日に中止[44]。11月30日に上場。
- アルマード（4932） - マザーズ上場承認の取り消し。4月8日上場予定だったが、3月18日に中止[45]。2021年6月24日にJASDAQスタンダード上場。
- ロコガイド（4497） - マザーズ上場承認の取り消し。4月9日上場予定だったが、3月18日に中止[46]。6月24日に上場。
- アイキューブドシステムズ（4495） - マザーズ上場承認の取り消し。4月7日上場予定だったが、3月19日に中止[47]。7月15日に上場。
- ステムセル研究所（7096） - マザーズ上場承認の取り消し。4月9日上場予定だったが、3月23日に中止[48]。2021年6月25日に上場。
- コパ・コーポレーション（7689） - マザーズ上場承認の取り消し。4月2日上場予定だったが、3月24日に中止[49]。6月24日に上場。
- Speee（4499） - マザーズ上場承認の取り消し。4月20日上場予定だったが、3月31日に中止[50]。7月10日にJASDAQスタンダード上場。
- コマースOneホールディングス（4496） - マザーズ上場承認の取り消し。4月9日上場予定だったが、3月31日に中止[51]。6月26日に上場。
- サイバートラスト（4498） - マザーズ上場承認の取り消し。4月17日上場予定だったが、3月31日に中止[52]。2021年4月15日に上場。
- アールプランナー（2983） - マザーズ上場承認の取り消し。4月22日上場予定だったが、4月2日に中止[53]。2021年2月10日に上場。
- スマート・ソリューション・テクノロジー（6598） - マザーズ上場承認の取り消し。4月23日上場予定だったが、4月3日に中止[54]。
- SANEI（6230） - 東証2部上場承認の取り消し。4月24日上場予定だったが、4月7日に中止[55]。12月25日に上場。
- ヤマイチエステート（2984） - 東証2部上場承認の取り消し。4月28日上場予定だったが、4月9日に中止[56]。2022年6月20日にヤマイチ・ユニハイムエステートとして東証スタンダード上場。
- GMOフィナンシャルゲート（4051） - マザーズ上場承認の取り消し。4月30日上場予定だったが、4月10日に中止[57]。7月15日に上場。
- さくらさくプラス（7097） - マザーズ上場承認の取り消し。4月24日上場予定だったが、4月16日に中止[58]。10月28日に上場。
- キオクシアホールディングス（6600） - 東証上場承認の取り消し。10月6日上場予定だったが、9月28日に中止[59]。2024年12月18日に東証プライム上場（285A）。

## 2021年
- アイ・パートナーズフィナンシャル（7345） - マザーズ上場承認の取り消し。4月8日上場予定だったが、3月19日に中止[60]。6月23日に上場。
- エネルギーパワー（7696） - TOKYO PRO Market上場申請の取り消し。3月29日上場予定だったが、3月25日に中止[61]。2024年3月13日に上場（144A）。
- ディマージシェア（4195） - マザーズ上場承認の取り消し。4月23日上場予定だったが、4月7日に中止[62]。
- アスマーク（4197） - TOKYO PRO Market上場申請の取り消し。4月26日上場予定だったが、5月21日に中止[63]。2022年1月31日に上場。
- リヴァンプ（4070） - JASDAQスタンダード上場承認の取り消し。6月29日上場予定だったが、6月14日に中止[64]。
- ジィ・シィ企画（4073） - マザーズ上場承認の取り消し。7月7日上場予定だったが、6月25日に中止[65]。9月28日に上場。

## 2022年
- ビッグツリーテクノロジー&コンサルティング（4073） - マザーズ上場承認の取り消し。2月4日上場予定だったが、1月19日に中止[66]。
- ノーザ（4269） - JASDAQ上場承認の取り消し。2月22日上場予定だったが、2月2日に中止[67]。
- 住信SBIネット銀行（7163） - 東証1部上場承認の取り消し。3月24日上場予定だったが、3月7日に中止[68]。2023年3月29日に東証スタンダードに上場。
- Repertoire Genesis（9217） - マザーズ上場承認の取り消し。3月18日上場予定だったが、3月9日に中止[69]。
- AnyMind Group（5027） - マザーズ上場承認の取り消し。3月30日上場予定だったが、3月11日に中止[70]。2023年3月29日に東証グロースに上場。
- インフォメティス（5030） - グロース上場承認の取り消し。4月25日上場予定だったが、4月6日に中止[71]。2024年12月9日に上場（281A）。
- ウェルネス・コミュニケーションズ（9228） - グロース上場承認の取り消し。6月23日上場予定だったが、6月7日に中止[72]。2025年6月23日に上場（366A）。

## 2023年
- ノイルイミューン・バイオテック（4893） - グロース上場承認の取り消し。3月29日上場予定だったが、3月20日に中止[73]。6月28日に上場。
- キタムラ・ホールディングス（9349） - プライム上場承認の取り消し。4月11日上場予定だったが、3月24日に中止[74]。
- トライアルホールディングス（5882） - グロース上場承認の取り消し。4月12日上場予定だったが、4月3日に中止[75]。2024年3月21日に上場（141A）。
- スタジアム（9157） - グロース上場承認の取り消し。4月26日上場予定だったが、4月21日に中止[76]。
- ホロスホールディングス（5839） - スタンダード上場承認の取り消し。7月21日上場予定だったが、7月12日に中止[77]。
- フラー (5583) - グロース上場承認の取り消し。7月25日上場予定だったが、7月24日に中止[78]。2025年7月24日に上場（387A）。
- Chordia Therapeutics (4895) - グロース上場承認の取り消し。9月15日上場予定だったが、8月30日に中止[79]。2024年6月14日に上場（190A）。
- Earth Technology Group（9333） - グロース上場承認の取り消し。10月6日上場予定だったが、9月20日に中止[80]。
- エージェンテック（5593） - TOKYO PRO Market上場申請の取り消し。11月22日上場予定だったが、11月2日に中止[81]。2024年4月11日に上場（174A）。

## 2024年
- ファイントゥデイホールディングス（289A） - プライム上場承認の取り消し。12月17日上場予定だったが、12月2日に中止[82]。

## 2025年
- かがやきホールディングス（384A） - グロース・名証ネクスト上場承認の取り消し。7月16日上場予定だったが、6月30日に中止[83][84]。